# Парфеній (Попов)
Архієпископ Парфеній (у світському житті Петро Тихонович Попов; 1811, Воронізька губернія — 21 січня 1873, Іркутськ) — єпископ Російської православної церкви, Архієпископ Іркутський та Нерчинський. Місіонер у Бурятії та Саха-Якутії. Автор акафіста українському просвітителю Інокентію (Кульчицькому).

## Життєпис
Народився в Задонському повіті, Воронезької губернії у родині священика. Навчався у Воронезькій духовній семінарії, але невдозві емігрував в Україну, де вступив до Київської духовної академії, яку закінчив 1835. 7 жовтня того ж року призначений професором Орловської духовної семінарії ВПСРІ.
1 жовтня 1840 — протоієрей Єлецького собору; 16 листопада 1841 — пострижений в чернецтво; 24 жовтня 1842 — призначений інспектором Орловської духовної семінарії; 20 квітня 1844 — призначений ректором Орловської духовної семінарії, 20 травня зведений в сан архімандрита.
1845 знову скеровується в Україну, де 22 жовтня стає ректором Харківської духовної семінарії та настоятелем Старо-Харківського Преображенського Курязького монастиря. 12 квітня 1848 — ректор Херсонської духовної семінарії, настоятель Одеського Успенського монастиря.
1852 залишає Україну для служіння у Татарстані, де 29 лютого призначений ректором Казанської духовної академії.

### У єпископському сані
14 березня 1854 — хіротонія в єпископа Томського та Єнисейського ВПСРІ.
13 вересня 1860 — призначений на Іркутську катедру, засновану українськими просвітителями у 18 столітті.
Бувши єпископом Томським, створив дві окремі місії в Іркутській єпархії — Іркутську та Забайкальську (1862). За цей час здійснив близько 8 тисяч хрещень у Бурятії та Саха-Якутії.
Склав акафіст святителю Ігнатію Кульчинському.
31 березня 1863 — зведений у сан архієпископа.
Обраний почесним членом Київської духовної академії.
Помер 21 січня 1873. Похований у Вознесенському храмі в Іркутську.